# Борода в исламе

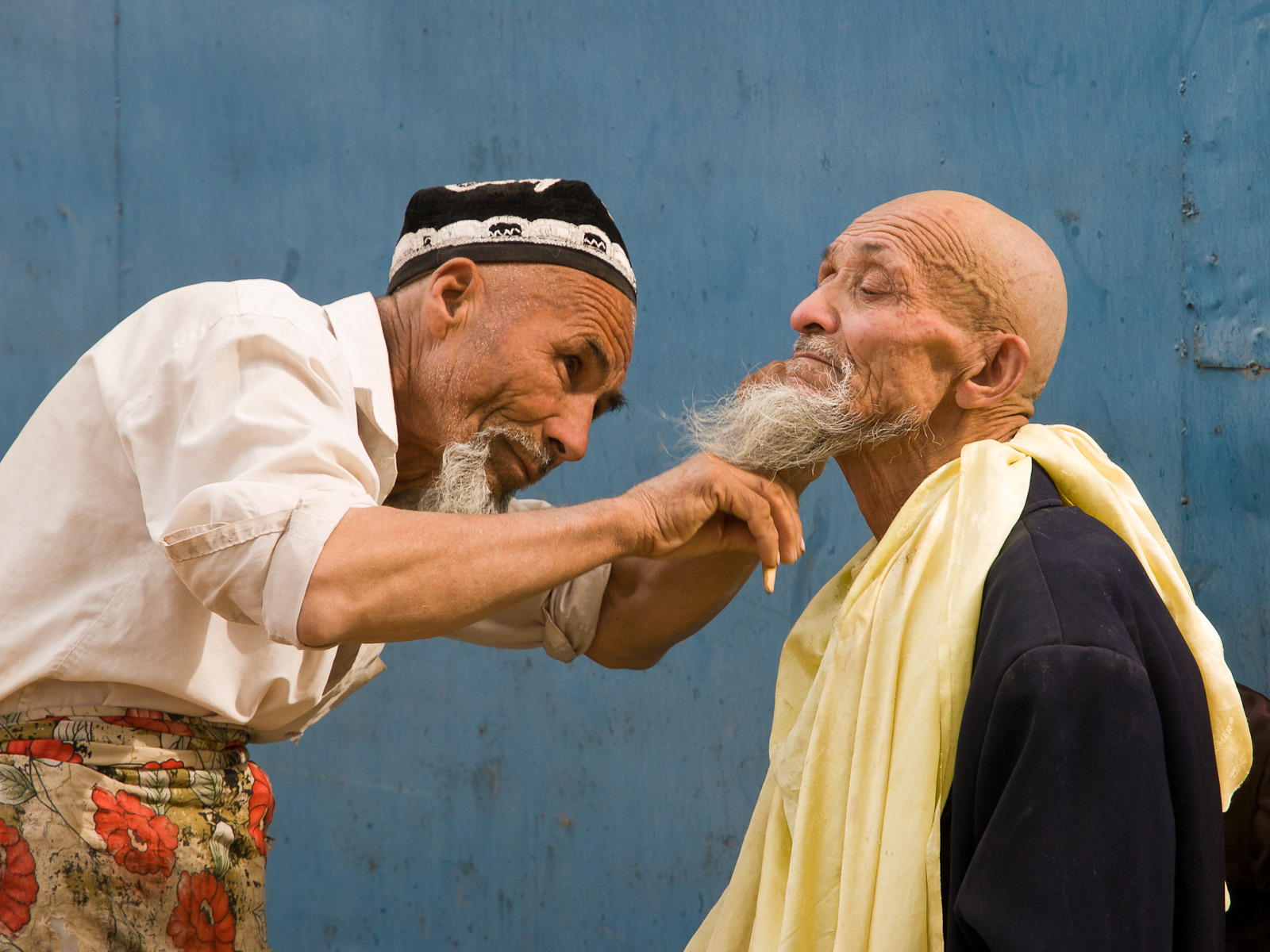
Процесс бритья (Кашгар, Синьцзян-Уйгурский автономный округ)

Отношение к отращиванию бороды (араб. إعفاء اللحية‎, и‘фа’ аль-лихйа) и бритью среди многочисленных исламских течений является неоднозначным. Некоторые из них считают бритьё бороды грехом (фиск), а отращивание — обязательным (ваджиб) действием. Другие же считают отращивание бороды желательным (мустахабб) или даже выполнением сунны, а бритьё порицаемым (макрух), но не запретным (харам) действием. Борода рассматривается мусульманами как символ мужественности (в противовес мужеложникам), а её отращивание считается частью первозданного естества (фитра) человека.

## Отращивание бороды

### Ранний ислам
На Ближнем Востоке борода в домусульманские времена традиционно являлась символом власти. Пророк Мухаммед, как и иудеи и христиане-монахи той эпохи, отращивал бороду. Согласно хадисам, Мухаммед призывал мусульман отращивать бороду и не брить её: «Отличайтесь от многобожников — отпускайте бороды и подстригайте усы», «Подстригайте усы и отращивайте бороду и не будьте похожи на огнепоклонников». Согласно хадисам, безбородый мужчина не может возглавлять мусульманскую общину (умму) и быть имамом в намазе.

### Средневековье
О запрете брить бороду писали захиритский правовед Ибн Хазм, маликит аль-Хаттаб, ханбалит ас-Саффарини, ханафит Ибн Абидин.
Мнению большинства улемов о запрете бритья бороды противоречили некоторые представители шафиитского мазхаба, которые говорили о нежелательности (макрух) этого, но не считали харамом. Так говорили ар-Рафии, ан-Навави, Закария аль-Ансари и аль-Хатиб аш-Ширбини. Несмотря на это, шафииты аз-Заркаши, аль-Халими, аль-Каффаль аш-Шаши и аль-Азраи считали запретность бритья бороды более правильным мнением.

### Современность

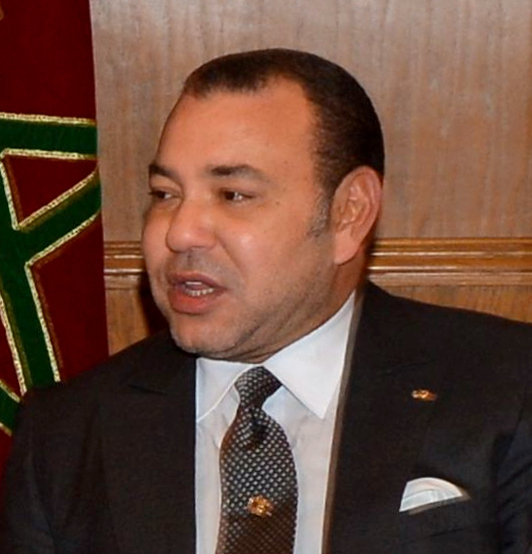
Король Марокко Мухаммед VI

В традиционном арабском обществе социальный статус человека зависит от длины, формы и цвета его бороды. Современные салафитские богословы (Ибн Баз, аль-Усаймин, аль-Албани и др.) считают, что борода отличает мужчин от женщин и от неверующих (кафир), которые не отращивают бороды; бритьё считается запретным (харам) и греховным действием. Сирийский богослов-шафиит Вахба аз-Зухайли (1932—2015) писал, что бритьё бороды запретно у ханбалитов, маликитов и ханафитов, а шафииты считают это порицаемым. Такое же отрицательное отношение к бритью бороды у шиитских аятолл Али Систани и Мухаммада Ширази. В 2012 году аятолла Али Хаменеи в эфире иранского национального телевидения назвал короткую бороду короля Марокко Мухаммеда VI, напоминающую скорее лёгкую небритость, «позором» и «плевком в лицо Пророка». В свою очередь король назвал это «чушью».

#### Ближний Восток
В некоторых странах Ближнего Востока (например, в Ливане) обладатели бород, даже если они отращивают их не по религиозным причинам, могут сталкиваться с подозрительным отношением к своей персоне со стороны полиции.
По некоторым данным, в связи с военными действиями в Сирии и Ираке, где курды воюют против боевиков Исламского государства, курды на юго-востоке Турции стали массово сбривать свои бороды, чтобы быть непохожими на бородатых членов ИГ. Несмотря на то, что ношение бороды не являются особенностью только ИГ, были зафиксированы случаи, когда члены Рабочей партии Курдистана казнили людей за наличие у них бороды. В Турции отращивание бороды считается сунной и рекомендуется для взрослых мужчин. Но по турецкому правовому кодексу государственному служащему запрещено носить бороду.
В период правления Хосни Мубарака в Египте борода рассматривалась как символ исламистских сил, настроенных против президента, хотя бороды имеют не только мусульмане, но и копты-христиане (например, патриарх Феодор II). Братья-мусульмане имели ухоженные бороды, а салафиты отращивали внушительную растительность на лице и сбривали усы. Некоторые из них окрашивали свои бороды хной: от тёмно-бордового до ярко-оранжевого цветов. Все государственные служащие были обязаны сбривать бороды, но после падения режима Мубарака ношение бороды вновь вернулось в моду.

#### Афганистан под властью «Талибана»

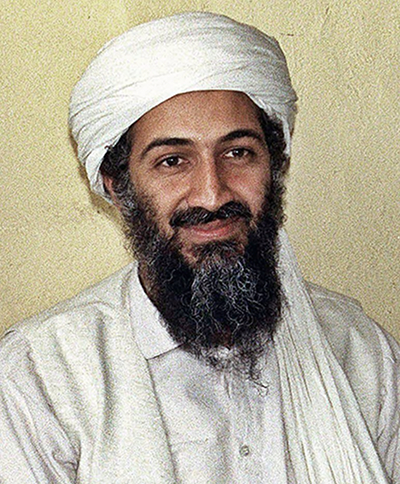
Усама бен Ладен

После того как 27 сентября 1996 года талибы без боя первый раз взяли Кабул, они ввели на территории созданного ими Исламского Эмирата Афганистан нормы шариата. Среди прочего, мужчины должны были отращивать густые бороды; стали проводиться «проверки бород». Те, чьи бороды были короче длины сжатого кулака, могли быть избиты.

#### Пакистан
В агентстве Баджаур, расположенном в зоне племён Пакистана, контролируемой талибами, на дверях парикмахерских были развешаны предупреждения о том, что бритьё бороды противоречит исламу и нарушители запрета будут убиты. Несколько парикмахерских были взорваны, после того как отказались соблюдать запрет. Такие же предупреждения были сделаны парикмахерским Вазиристана.

Шамиль Аляутдинов

#### Средняя Азия
Официальная позиция Духовного управления мусульман Казахстана заключается в том, что отращивание бороды является суннатом (то есть необязательно), а о греховности бритья говорят только ваххабиты. В вопросе о необязательности отращивания бороды казахстанское духовенство опирается на египетских улемов XX века Мухаммада Абу Захру (1898—1974) и Махмуда Шалтута (1893—1963) и на постановление египетского Управления по фетвам. А по словам заведующего «Центра религиоведения» Танжарыка Турганкулова на сайте астанинской мечети им. Гылмани, отращивание бороды сегодняшними молодыми мусульманами Казахстана делается для того, чтобы внести смуту в общество мусульман.
В Узбекистане, основное население которого исповедует ислам, нет никаких официальных законов, направленных на запрет ношения бороды, но бородатые люди вызывают подозрение у окружающих и сотрудников милиции. Даже имамы мечетей вынуждены сбривать бороды, чтобы не попасть в список «бородатых» СНБ Узбекистана. По словам директора службы новостей организации Форум 18 Феликса Кроли, «узбекские власти борются не только с исламскими радикалами, но и просто с верующими мусульманами».
Неофициальный запрет на бороды связан с борьбой против экстремистских движений, которая началась после того, как в 1997 году в Намангане (Ферганская долина) было совершено жестокое показательное убийство высокого должностного лица правоохранительных органов. Тогда наличие бороды или фотографии с бородой в паспорте человека могло стать причиной для ареста и уголовного преследования.
Для того, чтобы бородатый человек мог получить паспорт в Узбекистане, ему нужна справка от областного управления духовенства о том, что он «не является членом экстремистской организации». Но мало кому удаётся добиться такого разрешения.

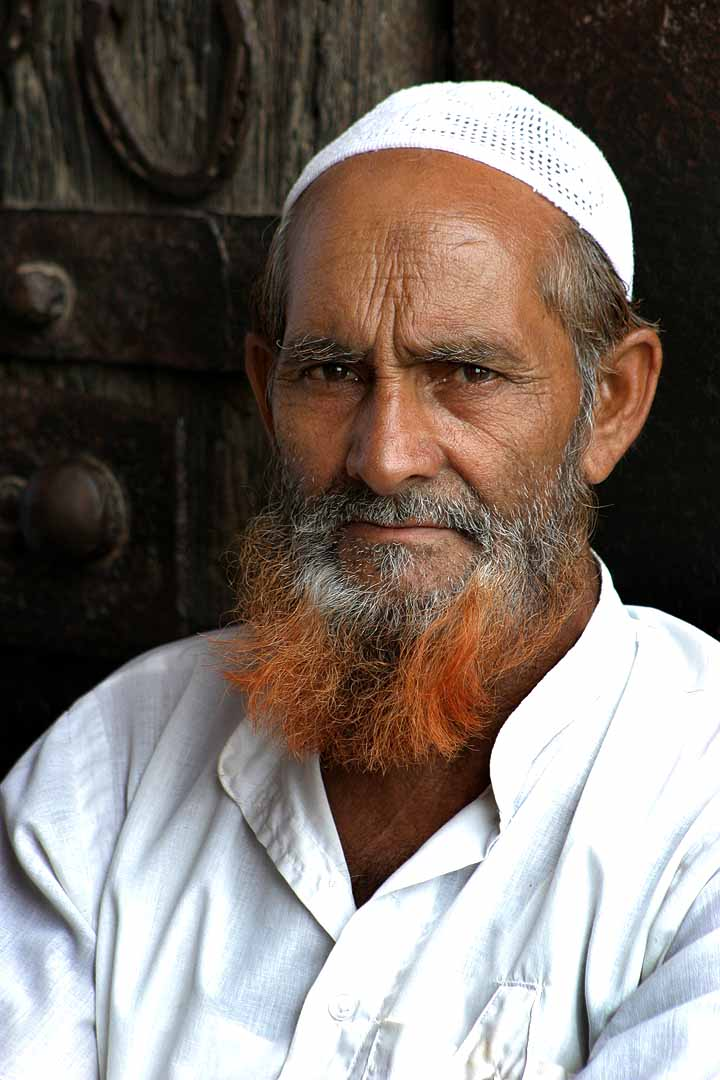
Мужчина с окрашенной бородой

#### Россия
Согласно постановлению Совета улемов ДУМ Карачаево-Черкесской Республики РФ от 27 августа 2011 года, ношение бороды согласно ханафитскому мазхабу является ваджибом. Совет улемов обязал всех имамов КЧР «отрастить бороды, минимально в пределах видимости (то есть запретить выбривать лезвием)».
По словам муфтия Тюменской области Ильдара Заганшина, ношение бороды не являются традицией татарского народа, чтобы носить бороду, надо заслужить это право. Небольшую бородку можно отпустить после женитьбы, в 30—35 лет, и только по достижении 60-летнего возраста можно отпускать густую длинную бороду и «быть похожим на Деда Мороза».
Имам-хатиб московской Мемориальной мечети Шамиль Аляутдинов в своей статье «Ношение бороды» отметил, что ношение бороды «категорически не является» обязательным (фард) и такое мнение — «одно из проявлений неграмотности». В этом вопросе он, как и коллеги из Казахстана, опирается на мнение египетских улемов XX века Мухаммада Абу Захру и Махмуда Шалтута.
На Северном Кавказе, в частности в Дагестане, ношение длинной бороды может служить основанием постановки сотрудниками полиции граждан на «профилактический учёт» в категорию «религиозный экстремизм».

## Укорачивание бороды
Большинство богословов разрешали укорачивать бороду, если её длина превышает длину сжатого кулака. Лишь некоторые шафииты (ан-Навави и др.), на основе общих доводов об «отпускании» бороды, считали, что её нельзя стричь. На дозволенность укорачивания бороды указывают действия сподвижников Мухаммеда Ибн Умара и Абу Хурайры, а также слова многих улемов прошлого (Хасан аль-Басри, Ибн Абд аль-Барр, Ибн Таймия, Ибн Абидин).

## Окрашивание бороды
Помимо того, что Мухаммед призывал отращивать бороду, чтобы отличаться от язычников, он также призывал окрашивать бороды, чтобы отличаться от иудеев и христиан, которые проживали в соседстве с мусульманами. Обычно мусульмане окрашивают (хида́б) бороду хной или басмой. По мнению ан-Навави, мужчинам и женщинам предпочтительнее окрашивать седину в красный или жёлтый цвет, но не в чёрный, так как это может быть сравнимо с ложью. Что касается пророка Мухаммеда, то имеются сообщения о том, что он красил бороду и волосы на голове в жёлтый цвет. Также он говорил: «Поистине, лучшее чем вы можете окрасить седину, — это хна и басма».
Окрашивание бороды в чёрный цвет, по мнению некоторых богословов, запрещено. Исключением является окрашивание бороды и волос в чёрный цвет во время джихада для устрашения врага.

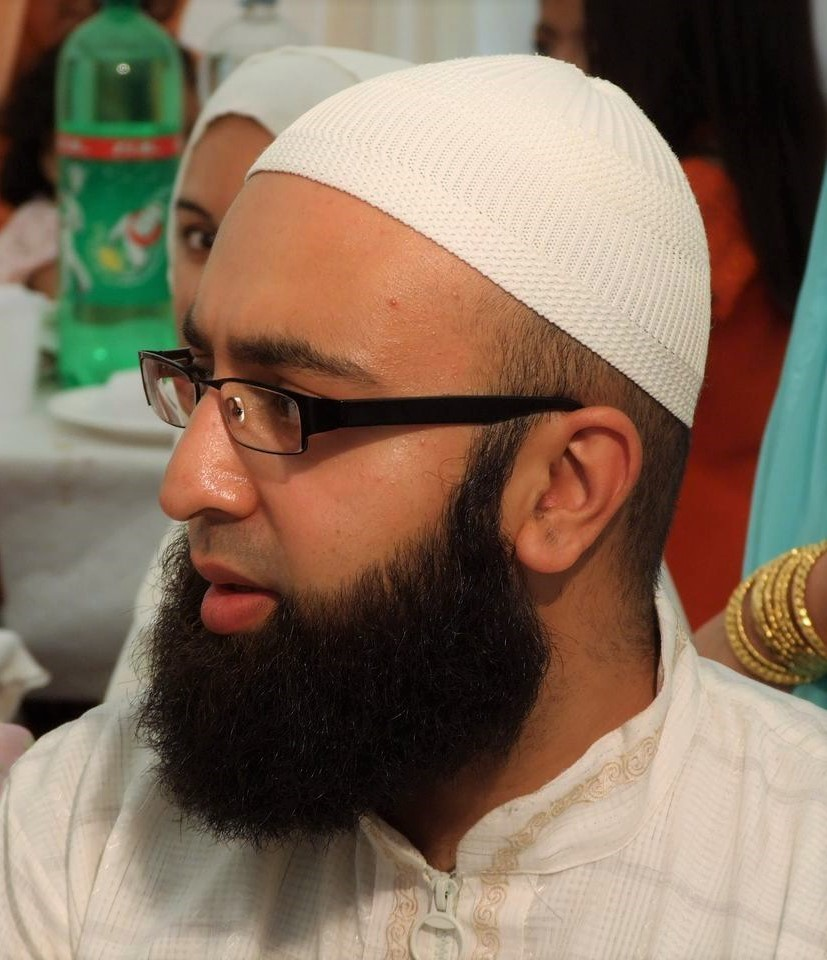
Мусульманин с выбритыми усами и с бородой по длине примерно в сжатый кулак

### Инциденты с окрашиванием бороды
Халид Шейх Мухаммед, который считается организатором террористических актов 11 сентября 2001 года в США, во время судебного процесса на американской базе Гуантанамо появился с бородой, покрашенной в ржаво-красный цвет, тем самым озадачив службу безопасности тюрьмы Гуантанамо. Заключённым на Гуантанамо запрещено использовать краску для волос, потому что в ней могут содержаться различные химические вещества, такие как аммиак и другие, которые могут быть использованы в качестве оружия. Возникли подозрения, что Халид Шейх Мухаммед мог получить контрабандным путём хну, но, как выяснилось, он использовал для окрашивания бороды фруктовый сок и ягоды из тюремного питания.

## Укорачивание и сбривание усов
Среди исламских богословов есть разногласие относительно того, как укорачивать усы и дозволено ли их сбривать. Шафииты и имам Малик ибн Анас считали, что укорачивание должно ограничиваться лишь удалением того, что выходит за край губы (то есть периодически подравнивать длину, но не сбривать полностью). Ахмад ибн Ханбаль говорил, что нет ничего плохого ни в укорачивании усов, ни в их сбривании. Ранние ханафиты (ат-Тахави и др.), под укорачиванием понимали полное искоренение (исти’саль), а более поздние говорили, что усы надо просто укорачивать, но не сбривать полностью.
Имам Малик называл полное сбривание усов нововведением (бида), а один из последователей его мазхаба Ибн Фархун (ум. 1396) даже запретил принимать свидетельские показания у того, кто полностью сбрил усы.
Что касается сподвижников Мухаммеда, то некоторые из них укорачивали усы (Абу Умам аль-Бахили, Микдам ибн Мадикариб, Утба ибн Ауф, Хаджжадж ибн Амир, Абдуллах ибн Бишр и др.), а некоторые сбривали полностью (Абу Саид аль-Худри, Джабир ибн Абдуллах, Ибн Умар, Абу Усайд аль-Ансари, Салама ибн аль-Акуа, Абу Рафи и др.).
У шиитов полное сбривание усов считается крайне нежелательным (считается уподоблением суннитам), и допускается лишь их подравнивание. В шиитском Иране и Азербайджане, к мужчинам имеющим бороду, но со сбритыми усами смотрят с подозрением, видя в нём суннитского экстремиста, ваххабита или салафита.